# Isola Dassen
L'isola Dassen (Dassen Island in inglese, Dasseneiland in afrikaans) è un'isola sudafricana nell'oceano Atlantico. Si trova a circa nove chilometri dalla città costiera di Yzerfontein e 55 chilometri a nord di Città del Capo.

## Geografia
L'isola Dassen misura 3,1 km in direzione nord-ovest/sud-est e 1,0 km da sud-ovest a nord-est; ricopre un'area di circa 273 ettari. Malgrado le sue dimensioni esigue è, dopo Robben Island, situata più a sud, la seconda isola più grande della fascia costiera del Sudafrica.
L'isola è costituita da tormalina a grana fine e, in misura minore, da granito biotitico, ed è parzialmente ricoperta dalla sabbia. L'isola è pianeggiante; sul suo punto più alto, a circa 13 m di altitudine, vicino alla punta meridionale, sorge il faro, alto 28 m. Lungo la costa si trovano alcuni blocchi di roccia levigati. Tranne che sul versante rivolto ad est, l'isola è circondata da scogliere. A nord si trova l'insenatura chiamata House Bay, mentre ad est vi è la Waterloo Bay.
La fredda corrente del Benguela, proveniente dall'Atlantico meridionale, fa sì che sull'isola vi siano temperature moderate.
L'isola Dassenè abitata da un guardiano del faro e da un paio di guardiaparco le cui case sono situate nel nord di essa, vicino al molo. Un sentiero attraverso l'isola conduce al faro. Alcune zone dell'isola sono circondate da un basso muro di cemento.

## Storia
L'isola venne chiamata dai marinai portoghesi Ilha Branca («Isola Bianca»). L'olandese Joris van Spilbergen, nel 1601, la ribattezzò Dasseneiland, dal termine dassie, vale a dire procavia del Capo in olandese. A quel tempo, infatti, l'isola ospitava grandi colonie di questi animali e vi crescevano piante alte fino a due metri. Talvolta l'isola è stata chiamata anche Coney Island.
Negli anni '40 del XIX secolo venne estratto uno spesso strato di guano. Dal 1870 fino agli anni '60 del XX secolo, sull'isola venne raccolto un gran numero di uova di pinguino, fino ad un massimo di 600.000 nel 1919. Tuttavia, con il brusco calo delle scorte, la raccolta venne vietata. Infine, nel 1987, l'isola e la zona di mare circostante furono dichiarati area protetta col nome di Dassen Island Reserve.
In passato, e ancora oggi, l'isola è stata teatro di numerosissimi naufragi. Nel 1994 la portarinfuse Apollo Sea si arenò nelle vicinanze, provocando una fuoriuscita di petrolio che uccise migliaia di pinguini africani presenti su Dassen Island. Ancora una volta, nel 2000, un gran numero di pinguini morì dopo che la portarinfuse Treasure si arenò sul fondale tra Robben Island e l'isola Dassen.

## Flora e fauna
L'isola presenta una vegetazione molto scarsa, costituita prevalentemente da piante succulente. In inverno molte di queste piante fioriscono. Dassen Island è abitata principalmente da uccelli marini, tra cui il pinguino africano (Spheniscus demersus), di cui vi sono circa 16.000 esemplari e 2700 coppie nidificanti, il pellicano comune, con una popolazione relativamente numerosa - 550 coppie nidificanti nel 1996 -, la beccaccia di mare africana - con circa 280 individui, vale a dire l'8% della popolazione mondiale -, quattro specie di cormorani, il mugnaiaccio australe, il gabbiano di Hartlaub e la sterna di Bergius. Sono presenti anche specie introdotte dall'uomo come conigli, topi e gatti. Durante la migrazione l'isola è inoltre visitata da molti altri uccelli di ripa.
Nel 1930 Cherry Kearton girò un documentario sui pinguini di Dassen Island chiamato Dassan [sic]: An Adventure in Search of Laughter Featuring Nature's Greatest Little Comedians. Nello stesso anno pubblicò inoltre un libro dal titolo Island of Penguins.

## Turismo
L'isola può essere visitata durante apposite escursioni, ma l'accesso è limitato per motivi di conservazione.